# Martin J. Munzinger
Pour les articles homonymes, voir Munzinger.
Martin Josef Munzinger, né le 11 novembre 1791 à Olten et décédé le 6 février 1855 à Berne, est un homme politique suisse et conseiller fédéral de 1848 à 1855. Premier ministre des finances du nouvel État fédéral, il est considéré comme le père du franc suisse. 
Fils d'une famille de commerçants, il combat en 1814 la prise de pouvoir des patriciens, ce qui lui coûte une expulsion de 3 ans. En 1830, il fait son entrée au parlement soleurois comme représentant de l'opposition libérale.

## Conseiller fédéral
Munzinger est le quatrième conseiller fédéral élu après Jonas Furrer, Ulrich Ochsenbein et Daniel-Henri Druey. Mobilisé par la Diète fédérale pour apaiser les troubles à la frontière sud du pays, il s'y trouve le 2 octobre 1848, jour de l'élection du nouveau gouvernement. Le premier Conseil fédéral a été élu le 16 novembre 1848. On lui confie alors la responsabilité du Département des finances et sa première mission consiste à remplir les caisses vidées par la guerre du Sonderbund. Dans la foulée, il entreprend de créer une monnaie fédérale unique. Conseillé par le banquier bâlois Johann Jakob Speiser, Munzinger présente au parlement, en avril 1850, la solution suivante : « Cinq grammes d'argent, au titre de neuf dixièmes d'argent fin, constituent l'unité monétaire suisse et portent le nom de franc. » Le franc suisse voit donc le jour en 1852.
Il reprend l'année suivante les rênes du Département politique (affaires étrangères) puis, en 1853, celui des postes et des travaux publics. Son état de santé se détériore mais il est tout de même réélu le 17 décembre 1854 alors qu'il se déplace en fauteuil roulant. Ses collègues lui attribuent le Département du commerce et des péages mais, deux mois plus tard, alors que le Conseil fédéral est en réunion, il s'effondre. Le 6 février 1855, il succombe à une maladie neurologique.

### Départements
- Département des finances (1848-1850)
- Département politique (1851)
- Département des finances (1852)
- Département des postes et des travaux publics (1853-1854)
- Département du commerce et des péages (1855)

### Présidence de la Confédération
- 1851